# Stanisław Ziffer
Stanisław Ziffer (ur. 1 sierpnia 1904, zm. ?) – polski lekkoatleta, olimpijczyk.

## Życiorys
Był podoficerem zawodowym Wojska Polskiego. Jako lekkoatleta specjalizował się w biegach długodystansowych. Startował w Igrzyskach Olimpijskich w Paryżu w 1924 na 5000 m, 3000 m z przeszkodami i 3000 m drużynowo, ale odpadł w przedbiegach.
Osiem razy był mistrzem Polski:
- bieg na 1500 m – 1922
- bieg na 3000 m – 1923
- bieg na 5000 m – 1922
- bieg na 10 000 m – 1924
- bieg na 3000 m z przeszkodami – 1923
- bieg na 3000 m drużynowo – 1923
- bieg przełajowy drużynowo – 1921 i 1924

Zdobył także wicemistrzostwo Polski w biegach przełajowych w 1921 i 1924. Czterokrotnie ustanawiał rekordy Polski na 2000 m, 5000 m i 3000 m z przeszkodami.
Rekordy życiowe:
- bieg na 1500 m – 4:25,8
- bieg na 3000 m – 9:33,5
- bieg na 5000 m – 16:20,0
- bieg na 10 000 m – 35:02,6
- bieg na 3000 m z przeszkodami – 10:28,0

Był zawodnikiem Korony Warszawa, Legii Warszawa, Wisły Kraków i Strzelca Warszawa. Zakończył karierę w 1929.
Zaginął bez wieści podczas II wojny światowej. Być może poległ podczas kampanii wrześniowej, bądź też mógł zginąć w obozie koncentracyjnym Majdanek w 1943 roku.